# 兩個維護
“两个维护”是中共中央政治局于2018年9月、在中共中央总书记习近平执政期间提出的政治口号，是指“坚决维护习近平总书记党中央的核心、全党的核心地位，坚决维护党中央权威和集中统一领导”。
2016年12月，中共中央总书记习近平在中共中央政治局民主生活会上发言：“党中央的核心、全党的核心，对我来说就是责任，我要用毕生精力和全部生命来回报党和人民的信任，鞠躬尽瘁、死而后已，赴汤蹈火、万死不辞。”2022年10月，“两个维护”写入中国共产党章程。

## 历史
2018年9月21日，中共中央政治局会议在审议《中国共产党支部工作条例（试行）》和《2018－2022年全国干部教育培训规划》时，提到要求增强四个意识、坚定四个自信、做到两个维护。2019年1月31日，《中共中央关于加强党的政治建设的意见》發佈，內文中再次提及要「坚决做到『两个维护』」。
2021年8月，中共黨刊《求是》刊登題為堅決做到「兩個維護」的文章，強調「習近平總書記作為全黨核心、人民領袖，眾望所歸，我們衷心擁護。堅決做到『兩個維護』就是堅持好、發展好、完善好新型政黨制度的堅實底板」。
2023年12月19日，中共中央印发新修订的《中国共产党纪律处分条例》，条例对“两个维护”作出新表述：“坚决维护习近平总书记党中央的核心、全党的核心地位，坚决维护以习近平同志为核心的党中央权威和集中统一领导。”。

## 评价
前中共中央党校教授蔡霞在2020年抨擊包括两个维护在內的政治手段及意识形态，認為中共黨內已沒有人權和法治可言，她更指出如果习近平不退下来，中国几年内将遭逢乱世，出现非常悲剧性的局面。
也有许多文献指出（如《中国大百科全书》），两个维护中的第二个维护，维护权威领导就是维护专制领导。“专制”翻自日文，与“权威”的英文相同。